# آب‌سنگ حلقوی بوکاک
آب‌سنگ حلقوی بوکاک (به لاتین: Bokak Atoll) یک آب‌سنگ حلقوی در جزایر مارشال است که در زنجیره راتاک واقع شده‌است. آب‌سنگ حلقوی بوکاک ۳ متر بالاتر از سطح دریا واقع شده‌است.